# Grablegungsgruppe (Talant)

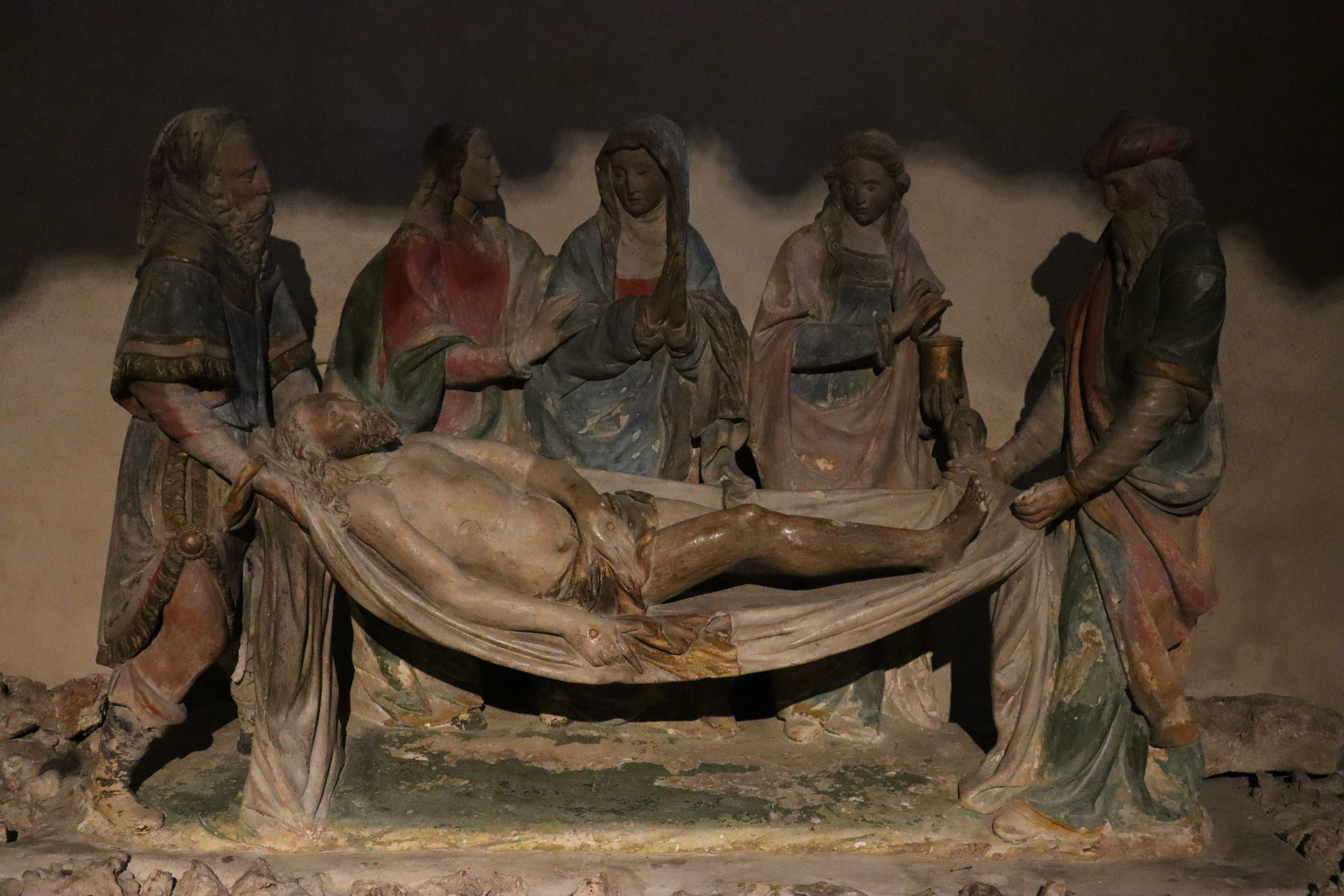
Grablegungsgruppe in Talant

Die Grablegungsgruppe in der Kirche Notre-Dame in Talant, einer französischen Gemeinde im Département Côte-d’Or in der Region Bourgogne-Franche-Comté, wurde in der ersten Hälfte des 16. Jahrhunderts geschaffen. Im Jahr 1908 wurde die Grablegungsgruppe als Monument historique in die Liste der denkmalgeschützten Objekte in Frankreich aufgenommen.
Die Skulpturengruppe im südlichen Seitenschiff besteht aus Kalkstein, sie ist 80 cm hoch und 1,18 Meter breit. Die Reste einer Farbfassung sind noch vorhanden.
Fünf unterlebensgroße, stämmige Personen mit Renaissancekleidung umstehen den Sarkophag, in den der tote Christus hineingelegt wird.  